# Liste der Mitglieder des Bayerischen Landtags (4. Wahlperiode)
Diese Liste gibt einen Überblick über alle Mitglieder des Bayerischen Landtags in der 4. Wahlperiode (4. Dezember 1958 bis 25. Oktober 1962).

## Abgeordnete
| Name                                    | Lebensdaten | Partei | Stimmkreis / Wahlkreis                                                 | Anmerkungen                                                                          |
| --------------------------------------- | ----------- | ------ | ---------------------------------------------------------------------- | ------------------------------------------------------------------------------------ |
| Willi Ankermüller                       | 1901–1986   | CSU    | Alzenau in Unterfranken, Gemünden am Main, Lohr am Main                |                                                                                      |
| Friedrich Arnold                        | 1912–1969   | CSU    | Oberpfalz                                                              |                                                                                      |
| Georg Bachmann                          | 1885–1971   | CSU    | Weißenburg in Bayern-Stadt und –Land, Gunzenhausen                     |                                                                                      |
| Wilhelm Bachmann                        | 1895–1969   | CSU    | Dinkelsbühl, Feuchtwangen                                              |                                                                                      |
| Margarete Balk                          | 1896–1974   | CSU    | Unterfranken                                                           |                                                                                      |
| Georg Bantele                           | 1893–1961   | BP     | Oberfranken                                                            | † 15. Dezember 1961                                                                  |
| Josef Baumgartner                       | 1923–2010   | BP     | Oberbayern                                                             |                                                                                      |
| Joseph Baumgartner                      | 1904–1964   | BP     | Niederbayern                                                           |                                                                                      |
| Walter Becher                           | 1912–2005   | GB/BHE | Oberbayern                                                             | Fraktionsvorsitzender                                                                |
| Otto Bezold                             | 1899–1984   | FDP    | Oberbayern                                                             | Fraktionsvorsitzender                                                                |
| Max Binder                              | 1911–2010   | CSU    | Kötzting, Regen                                                        |                                                                                      |
| Fritz Böhm                              | 1920–2013   | SPD    | Oberbayern                                                             |                                                                                      |
| Max Bothner                             | 1909–1981   | SPD    | Oberbayern                                                             |                                                                                      |
| Josef Braun                             | 1892–1971   | CSU    | Pfarrkirchen, Griesbach im Rottal                                      |                                                                                      |
| Karl von Brentano-Hommeyer              | 1913–2005   | BP     | Oberbayern                                                             |                                                                                      |
| Anton Degen                             | 1920–1978   | SPD    | Unterfranken                                                           |                                                                                      |
| Klaus Dehler                            | 1926–2005   | FDP    | Mittelfranken                                                          |                                                                                      |
| Gottfried Deininger                     | 1898–1968   | SPD    | Schwaben                                                               |                                                                                      |
| Leonhard Deininger                      | 1910–2002   | CSU    | Regensburg-Land                                                        |                                                                                      |
| Hans Demeter                            | 1905–1993   | SPD    | München-Stadt IV                                                       |                                                                                      |
| Ewald Drechsel                          | 1926–1990   | SPD    | Oberfranken                                                            |                                                                                      |
| Ferdinand Drexler                       | 1912–1994   | SPD    | Nürnberg-Stadt II und III                                              |                                                                                      |
| Mathias Duschl                          | 1916–1991   | SPD    | Oberbayern                                                             | nachgerückt am 30. Oktober 1960 für den verstorbenen Anton Wittmann                  |
| Rudolf Eberhard                         | 1914–1998   | CSU    | Ebermannstadt, Pegnitz                                                 | Staatsminister                                                                       |
| Hans Ehard                              | 1887–1980   | CSU    | Bamberg-Stadt                                                          | Landtagspräsident (bis 1960), Ministerpräsident (ab 1960)                            |
| Georg Ehnes                             | 1920–1991   | CSU    | Uffenheim, Rothenburg ob der Tauber-Stadt und –Land                    | bis 9. Oktober 1961, danach Bundestagsabgeordneter, Landtagsmandat an Heinrich Meier |
| Heinrich Eiber                          | 1915–2005   | CSU    | Cham, Neunburg vorm Wald, Waldmünchen                                  |                                                                                      |
| Gottfried Eichelbrönner                 | 1901–1986   | CSU    | Ochsenfurt, Kitzingen-Stadt und –Land                                  |                                                                                      |
| Ludwig Eichhorn                         | 1921–1960   | SPD    | Nürnberg-Stadt I und VI                                                | † 31. Mai 1960                                                                       |
| Hans Eisenmann                          | 1923–1987   | CSU    | Pfaffenhofen an der Ilm, Schrobenhausen                                |                                                                                      |
| Franz-Michael Elsen                     | 1906–1980   | CSU    | Gerolzhofen, Haßfurt                                                   |                                                                                      |
| Hans Engelhardt                         | 1892–1968   | CSU    | Friedberg, Schwabmünchen                                               |                                                                                      |
| Johann Ernst                            | 1905–1971   | BP     | Niederbayern                                                           |                                                                                      |
| Erwin Essl                              | 1910–2001   | SPD    | München-Stadt VIII                                                     |                                                                                      |
| Alfred Euerl                            | 1897–1970   | CSU    | Mittelfranken                                                          |                                                                                      |
| Anton Falb                              | 1905–1990   | SPD    | Oberpfalz                                                              |                                                                                      |
| Ernst Falk                              | 1914–1994   | FDP    | Mittelfranken                                                          |                                                                                      |
| Otto Freiherr von Feury                 | 1906–1998   | CSU    | Ebersberg, Bad Aibling                                                 |                                                                                      |
| Jakob Fickler                           | 1909–1980   | CSU    | Memmingen-Stadt und –Land                                              |                                                                                      |
| Hugo Fink                               | 1910–1986   | CSU    | Augsburg-Stadt I und II                                                |                                                                                      |
| Otto Fink                               | 1917–1981   | SPD    | Mittelfranken                                                          | nachgerückt am 7. Juni 1960 für Ludwig Eichhorn                                      |
| Otto Fink                               | 1920–2000   | SPD    | Niederbayern                                                           |                                                                                      |
| Jakob Fischbacher                       | 1886–1972   | BP     | Oberbayern                                                             | Fraktionsvorsitzender (bis 1960)                                                     |
| Karl Fischer                            | 1904–1976   | CSU    | Regensburg-Stadt                                                       |                                                                                      |
| Walter Fischer                          | 1917–1967   | SPD    | Mittelfranken                                                          |                                                                                      |
| Franz Förster                           | 1902–1985   | SPD    | Coburg-Stadt und –Land, Neustadt bei Coburg                            |                                                                                      |
| Georg Freiherr von und zu Franckenstein | 1898–1965   | CSU    | Scheinfeld, Neustadt an der Aisch                                      |                                                                                      |
| Otto Freundl                            | 1912–1982   | CSU    | Tirschenreuth, Kemnath                                                 |                                                                                      |
| Hans Friedrich                          | 1909–1982   | SPD    | Oberpfalz                                                              |                                                                                      |
| Joseph-Ernst Fugger von Glött           | 1895–1981   | CSU    | Kaufbeuren-Stadt und –Land, Mindelheim                                 |                                                                                      |
| Volkmar Gabert                          | 1923–2003   | SPD    | München-Stadt X                                                        |                                                                                      |
| Franz Gaksch                            | 1904–1976   | CSU    | Schwaben                                                               |                                                                                      |
| Alfons Gaßner                           | 1906–1959   | BP     | Niederbayern                                                           |                                                                                      |
| Wilhelm Gaßner                          | 1906–1959   | CSU    | Neuburg an der Donau-Stadt und –Land                                   | † 14. Juni 1959                                                                      |
| Fritz Gentner                           | 1915–2002   | SPD    | Oberfranken                                                            |                                                                                      |
| Rudolf Gertler                          | 1893–1960   | GB/BHE | Schwaben                                                               | † 13. Dezember 1960, Nachfolger: Rudolf Stracke                                      |
| Alfons Goppel                           | 1905–1991   | CSU    | Aschaffenburg-Stadt und –Land                                          | Staatsminister                                                                       |
| Fritz Gräßler                           | 1904–1972   | SPD    | Fürth-Stadt                                                            |                                                                                      |
| Karl Greib                              | 1899–1976   | CSU    | Unterfranken                                                           |                                                                                      |
| Josef Gretschmann                       | 1914–1965   | CSU    | Landsberg am Lech-Stadt und –Land, Schongau                            |                                                                                      |
| Georg Grosch                            | 1906–1987   | SPD    | Oberfranken                                                            |                                                                                      |
| Paul Groß                               | 1922–1963   | SPD    | Niederbayern                                                           |                                                                                      |
| Maria Günzl                             | 1896–1983   | SPD    | Oberbayern                                                             |                                                                                      |
| Willi Guthsmuths                        | 1901–1981   | GB/BHE | Oberbayern                                                             | Staatssekretär                                                                       |
| Albrecht Haas                           | 1906–1970   | FDP    | Mittelfranken                                                          | Staatsminister                                                                       |
| Andreas Haisch                          | 1901–1969   | CSU    | Marktoberdorf, Füssen                                                  |                                                                                      |
| Hildegard Hamm-Brücher                  | 1921–2016   | FDP    | Oberbayern                                                             |                                                                                      |
| Rudolf Hanauer                          | 1908–1992   | CSU    | Starnberg, Wolfratshausen                                              | Landtagspräsident (ab 1960)                                                          |
| Adolf Härtl                             | 1926–1976   | SPD    | Schwaben                                                               |                                                                                      |
| Artur Heinrich                          | 1904–1975   | FDP    | Unterfranken                                                           |                                                                                      |
| Philipp Held                            | 1911–1993   | CSU    | Freising-Stadt und –Land                                               |                                                                                      |
| Michael Helmerich                       | 1885–1974   | CSU    | Eggenfelden, Vilsbiburg                                                |                                                                                      |
| Josef Helmschrott                       | 1915–2005   | CSU    | Augsburg-Land, Wertingen                                               |                                                                                      |
| Baptist Hempfling                       | 1918–2017   | CSU    | Kronach                                                                |                                                                                      |
| Philipp Hettrich                        | 1900–1973   | CSU    | Hammelburg, Karlstadt, Brückenau                                       |                                                                                      |
| Franz Heubl                             | 1924–2001   | CSU    | Lindau (Bodensee)-Stadt und –Land                                      | Fraktionsvorsitzender, Staatssekretär (ab 1960)                                      |
| Georg Hilburger                         | 1906–1985   | GB/BHE | Oberpfalz                                                              | nachgerückt 12. August 1960 für Herbert Schier                                       |
| Martin Hirsch                           | 1913–1992   | SPD    | Wunsiedel, Stadt Marktredwitz, Rehau, Stadt Selb                       | ausgeschieden am 14. Dezember 1961                                                   |
| Wilhelm Hoegner                         | 1887–1980   | SPD    | München-Stadt VII und XIII                                             | Fraktionsvorsitzender                                                                |
| Engelbert Hofmann                       | 1900–1979   | CSU    | Bad Kissingen-Stadt und –Land, Bad Neustadt an der Saale               |                                                                                      |
| Hans Högn                               | 1904–1980   | SPD    | Hof-Stadt und –Land                                                    | Landtagsvizepräsident                                                                |
| Ludwig Huber                            | 1928–2003   | CSU    | Traunstein-Stadt und –Land                                             |                                                                                      |
| Sebastian Huber                         | 1903–1973   | CSU    | Mühldorf, Wasserburg am Inn                                            |                                                                                      |
| Alois Hundhammer                        | 1900–1974   | CSU    | Rosenheim-Stadt und –Land                                              | Staatsminister                                                                       |
| Willy Irlinger                          | 1915–1987   | SPD    | Oberbayern                                                             |                                                                                      |
| Anton Jaumann                           | 1927–1994   | CSU    | Donauwörth, Nördlingen-Stadt und –Land                                 |                                                                                      |
| Max Jüngling                            | 1903–1963   | CSU    | Staffelstein, Lichtenfels                                              |                                                                                      |
| Heinrich Junker                         | 1911–1993   | CSU    | Aichach, Dachau                                                        | Staatssekretär                                                                       |
| Richard Kallenbach                      | 1889–1984   | FDP    | Schwaben                                                               |                                                                                      |
| Josef Kastner                           | 1904–1959   | CSU    | Oberfranken                                                            | † 1. Januar 1959                                                                     |
| Wilfried Keller                         | 1918–1991   | GB/BHE | Unterfranken                                                           |                                                                                      |
| Josef Kiene                             | 1895–1981   | SPD    | Oberbayern                                                             |                                                                                      |
| Karl Klammt                             | 1912–1987   | GB/BHE | Niederbayern                                                           | ausgeschieden am 5. März 1959                                                        |
| Jochen Klings                           | 1924        | GB/BHE | Mittelfranken                                                          |                                                                                      |
| Waldemar Kluge                          | 1904–1978   | SPD    | Niederbayern                                                           | nachgerückt am 9. März 1959 für Karl Klammt, bis 15. März 1962 GB/BHE                |
| Alois Klughammer                        | 1913–1973   | CSU    | Schwaben                                                               |                                                                                      |
| Waldemar von Knoeringen                 | 1906–1971   | SPD    | München-Stadt V und VI                                                 |                                                                                      |
| Karl Köglsperger                        | 1899–1980   | SPD    | München-Stadt II                                                       |                                                                                      |
| Wenzel Köhler                           | 1906–1987   | GdP    | Schwaben                                                               | bis 23. April 1961 GB                                                                |
| Hans Kramer                             | 1903–1980   | SPD    | Augsburg-Stadt III                                                     |                                                                                      |
| Engelbert Kraus                         | 1901–1974   | CSU    | Würzburg-Land, Marktheidenfeld                                         |                                                                                      |
| Alfons Kreußel                          | 1910–1963   | CSU    | Oberfranken                                                            |                                                                                      |
| Josef Kriegisch                         | 1923–1984   | SPD    | Oberbayern                                                             |                                                                                      |
| Gertrud Krüger                          | 1904–1996   | SPD    | Nürnberg-Stadt IV und V                                                |                                                                                      |
| Ludwig Lallinger                        | 1908–1992   | BP     | Oberbayern                                                             |                                                                                      |
| Erwin Lauerbach                         | 1925–2000   | CSU    | Unterfranken                                                           | nachgerückt am 1. Juli 1960 für den verstorbenen Erich Rosa                          |
| Gerda Laufer                            | 1910–1999   | SPD    | Unterfranken                                                           |                                                                                      |
| Ludwig Leichtle                         | 1908–1986   | CSU    | Schwaben                                                               |                                                                                      |
| Leopold Lerch                           | 1898–1964   | CSU    | Passau-Stadt und –Land                                                 |                                                                                      |
| Robert Lindig                           | 1894–1972   | SPD    | Oberpfalz                                                              |                                                                                      |
| Franz Lippert                           | 1900–1977   | CSU    | Landshut-Stadt und –Land                                               |                                                                                      |
| Martin Loos                             | 1904–1978   | SPD    | Nürnberg-Land, Fürth-Land                                              |                                                                                      |
| Johannes Lorenz                         | 1901–1980   | GB/BHE | Schwaben                                                               |                                                                                      |
| Johann Maag                             | 1898–1976   | SPD    | Unterfranken                                                           |                                                                                      |
| Rudolf Machnig                          | 1917–1968   | SPD    | Schwaben                                                               |                                                                                      |
| Georg Mack                              | 1899–1973   | CSU    | Ansbach-Stadt und –Land                                                |                                                                                      |
| Ferdinand Mauler                        | 1914–1982   | SPD    | Oberbayern                                                             |                                                                                      |
| Heinrich Meier                          | 1898–1972   | CSU    | Mittelfranken                                                          | ab 10. Oktober 1961 für den in den Bundestag gewählten Georg Ehnes                   |
| Emil Mergler                            | 1897–1967   | CSU    | Unterfranken                                                           |                                                                                      |
| Bruno Merk                              | 1922–2013   | CSU    | Günzburg-Stadt und –Land, Krumbach                                     |                                                                                      |
| Hans Merkt                              | 1915–1991   | CSU    | Oberbayern                                                             |                                                                                      |
| Otto Mohrmann                           | 1901–1993   | SPD    | Oberfranken                                                            | nachgerückt am 19. Dezember 1961 für Martin Hirsch                                   |
| Christian Müller                        | 1900–1963   | SPD    | Oberfranken                                                            |                                                                                      |
| Friedrich Müller                        | 1915–1974   | BP     | Oberfranken                                                            | nachgerückt am 20. Dezember 1961 für den verstorbenen Georg Bantele                  |
| Josef Müller                            | 1898–1979   | CSU    | München-Stadt I und III                                                |                                                                                      |
| Walter Muth                             | 1900–1973   | FDP    | Oberfranken                                                            |                                                                                      |
| Elisabeth Nägelsbach                    | 1894–1984   | CSU    | Mittelfranken                                                          |                                                                                      |
| Wilhelm Nagengast                       | 1892–1970   | CSU    | Forchheim-Stadt und –Land, Höchstadt an der Aisch                      |                                                                                      |
| Ludwig Nerlinger                        | 1918–2003   | BP     | Schwaben                                                               |                                                                                      |
| Joseph Neundorfer                       | 1901–1997   | CSU    | Bamberg-Land                                                           |                                                                                      |
| Johann Neuner                           | 1914–1991   | CSU    | Garmisch-Partenkirchen, Bad Tölz                                       |                                                                                      |
| Simon Nüssel                            | 1924–2015   | CSU    | Oberfranken                                                            | nachgerückt am 2. Januar 1959 für Josef Kastner                                      |
| Richard Oechsle                         | 1898–1986   | SPD    | München-Stadt IX                                                       |                                                                                      |
| Georg Ludwig Oeckler                    | 1918–2004   | SPD    | Oberpfalz                                                              |                                                                                      |
| Hugo Ohliger                            | 1920–1999   | CSU    | München-Land                                                           |                                                                                      |
| Hermann Ospald                          | 1921–1996   | SPD    | Schwaben                                                               |                                                                                      |
| Joseph Panholzer                        | 1895–1973   | BP     | Oberbayern                                                             |                                                                                      |
| Heinrich Pflüger                        | 1908–1968   | CSU    | Oberbayern                                                             |                                                                                      |
| Josef Piechl                            | 1889–1961   | CSU    | Kelheim, Mainburg                                                      | † 18. August 1961                                                                    |
| Fritz Pirkl                             | 1925–1993   | CSU    | Mittelfranken                                                          |                                                                                      |
| Claus Pittroff                          | 1896–1958   | SPD    | Bayreuth-Stadt und –Land                                               | † 2. Dezember 1958                                                                   |
| Ludwig Plank                            | 1896–1983   | CSU    | Deggendorf-Stadt und –Land                                             |                                                                                      |
| Konrad Pöhner                           | 1901–1974   | CSU    | Oberfranken                                                            |                                                                                      |
| Alfred Pöllath                          | 1916–1996   | BP     | Oberpfalz                                                              |                                                                                      |
| Herbert Prochazka                       | 1923–2007   | GB/BHE | Oberbayern                                                             |                                                                                      |
| Alois Rainer                            | 1921–2002   | CSU    | Bogen, Viechtach                                                       |                                                                                      |
| Ludwig Ramelsberger                     | 1899–1965   | CSU    | Vilshofen, Landau an der Isar                                          |                                                                                      |
| Hans Raß                                | 1911–1997   | CSU    | Amberg-Stadt und –Land, Sulzbach-Rosenberg                             |                                                                                      |
| Hans Rau                                | 1916–1986   | CSU    | Weilheim                                                               |                                                                                      |
| Josef Reichl                            | 1907–1986   | CSU    | Niederbayern                                                           |                                                                                      |
| Willy Reichstein                        | 1915–1978   | FDP    | Niederbayern                                                           | bis 9. April 1962 GB/BHE                                                             |
| Rudolf Reißenweber                      | 1907–1968   | CSU    | Oberfranken                                                            |                                                                                      |
| Georg Riedel                            | 1900–1980   | FDP    | Schwaben                                                               | bis 13. Juni 1962 CSU, bis 18. Juni 1962 fraktionslos                                |
| Ernst Riediger                          | 1901–1966   | GB/BHE | Oberfranken                                                            | Landtagsvizepräsident                                                                |
| Wilhelm Röhrl                           | 1921–2013   | CSU    | Berchtesgaden, Stadt Bad Reichenhall, Laufen                           |                                                                                      |
| Erich Rosa                              | 1901–1960   | CSU    | Schweinfurt-Stadt und –Land                                            | † 23. Juni 1960                                                                      |
| Ludwig Rupp                             | 1928–2021   | CSU    | Parsberg, Riedenburg                                                   |                                                                                      |
| Fritz Rupprecht                         | 1897–1990   | SPD    | Mittelfranken                                                          | nachgerückt am 11. Dezember 1958 für den verstorbenen Heinrich Stöhr                 |
| Franz Sackmann                          | 1920–2011   | CSU    | Burglengenfeld, Stadt Schwandorf in Bayern, Roding                     |                                                                                      |
| Bruno Sahliger                          | 1922–1993   | CSU    | Oberpfalz                                                              | gewählt für GB/BHE, ab 28. November 1958 CSU                                         |
| Erich Sauer                             | 1917–2001   | CSU    | Unterfranken                                                           | nachgerückt am 16. August 1961 für Hanns Seidel                                      |
| Hans Sauer                              | 1908–1966   | SPD    | Unterfranken                                                           |                                                                                      |
| Franz Schäfer                           | 1899–1973   | CSU    | Ingolstadt-Stadt und –Land                                             |                                                                                      |
| Karl Schäfer                            | 1912–1991   | CSU    | Mittelfranken                                                          |                                                                                      |
| Helmuth Schaller                        | 1923–1999   | CSU    | Mittelfranken                                                          |                                                                                      |
| Willy Schaller                          | 1923–1983   | CSU    | Neustadt an der Waldnaab, Stadt Weiden, Eschenbach in der Oberpfalz    |                                                                                      |
| Otto Schedl                             | 1912–1995   | CSU    | Neumarkt in der Oberpfalz-Stadt und –Land, Beilngries                  | Staatsminister                                                                       |
| Andreas Scherber                        | 1893–1974   | SPD    | Lauf an der Pegnitz, Hersbruck                                         |                                                                                      |
| Herbert Schier                          | 1897–1960   | GB/BHE | Oberpfalz                                                              | † 8. August 1960                                                                     |
| Rudolf Schlichtinger                    | 1915–1994   | SPD    | Oberpfalz                                                              |                                                                                      |
| Hanns Martin Schmidramsl                | 1917–1991   | CSU    | Eichstätt-Stadt und –Land, Hilpoltstein                                |                                                                                      |
| Wilhelm Schönhuber                      | 1902–1979   | FDP    | Niederbayern                                                           | bis 10. Januar 1962 BP                                                               |
| Karl Schubert                           | 1905–1986   | CSU    | Straubing-Stadt und –Land                                              |                                                                                      |
| Georg Schuster                          | 1903–1975   | CSU    | Wegscheid, Wolfstein, Grafenau                                         |                                                                                      |
| Martin Schweiger                        | 1911–1990   | BP     | Dillingen an der Donau-Stadt und –Land                                 |                                                                                      |
| Hanns Seidel                            | 1901–1961   | CSU    | Miltenberg, Obernburg am Main                                          | Ministerpräsident (bis 1960), † 5. August 1961                                       |
| Alfred Seidl                            | 1911–1993   | CSU    | Fürstenfeldbruck                                                       |                                                                                      |
| Franz Peter Seifert                     | 1915–1994   | SPD    | Schwabach-Stadt und –Land                                              |                                                                                      |
| Franz Sichler                           | 1909–1985   | SPD    | Oberpfalz                                                              |                                                                                      |
| Rudolf Soenning                         | 1904–1980   | CSU    | Neu-Ulm-Stadt und –Land, Illertissen                                   |                                                                                      |
| Oskar Soldmann                          | 1915–1999   | SPD    | Unterfranken                                                           |                                                                                      |
| Karl Sonntag                            | 1915–1982   | SPD    | Münchberg, Naila                                                       |                                                                                      |
| Paul Sornik                             | 1900–1982   | GB/BHE | Mittelfranken                                                          |                                                                                      |
| Walter Stain                            | 1916–2001   | GB/BHE | Unterfranken                                                           | Staatsminister                                                                       |
| Nikolaus Stamm                          | 1915–1974   | SPD    | Oberfranken                                                            |                                                                                      |
| Anton Staudacher                        | 1912–1997   | CSU    | Miesbach                                                               |                                                                                      |
| Andreas Stenglein                       | 1929–2025   | SPD    | Oberfranken                                                            | nachgerückt am 3. Dezember 1958 für den verstorbenen Claus Pittroff                  |
| Wolfgang Steuer                         | 1915–1999   | SPD    | Schwaben                                                               | nachgerückt am 25. Oktober 1961 für Alois Strohmayr                                  |
| Hermann Stiefvater                      | 1903–1977   | SPD    | Niederbayern                                                           |                                                                                      |
| Jean Stock                              | 1893–1965   | SPD    | Unterfranken                                                           |                                                                                      |
| Heinrich Stöhr                          | 1904–1958   | SPD    | Mittelfranken                                                          | † 9. Dezember 1958                                                                   |
| Rudolf Stracke                          | 1908–1977   | FDP    | Schwaben                                                               | nachgerückt am 20. Dezember 1960 für Rudolf Gertler, bis 11. Mai 1962 GDP            |
| Franz Xaver Strauß                      | 1898–1966   | CSU    | Oberbayern                                                             | nachgerückt am 6. November 1961 für den verstorbenen August Winkler                  |
| Paul Strenkert                          | 1899–1989   | CSU    | Kempten-Stadt und –Land                                                | Staatssekretär                                                                       |
| Alois Strohmayr                         | 1908–1993   | SPD    | Schwaben                                                               | ausgeschieden am 24. Oktober 1961                                                    |
| Matthias Stuhlberger                    | 1919–1995   | CSU    | Erding                                                                 |                                                                                      |
| Bernhard Suttner                        | 1907–1983   | CSU    | Oberpfalz                                                              |                                                                                      |
| Josef Ungermann                         | 1902–1985   | SPD    | Oberbayern                                                             |                                                                                      |
| Lorenz Vilgertshofer                    | 1900–1998   | CSU    | Mallersdorf, Rottenburg, Dingolfing                                    |                                                                                      |
| Heinrich Vogel                          | 1912–1997   | CSU    | Oberfranken                                                            |                                                                                      |
| Wilhelm Vorndran                        | 1924–2012   | CSU    | Mittelfranken                                                          |                                                                                      |
| Reinhold Vöth                           | 1930–1997   | CSU    | Würzburg-Stadt                                                         |                                                                                      |
| Albert Wehr                             | 1895–1987   | SPD    | Schwaben                                                               |                                                                                      |
| Anton Weilmaier                         | 1920–1981   | SPD    | Oberbayern                                                             |                                                                                      |
| Simon Weinhuber                         | 1918–1995   | BP     | Oberbayern                                                             |                                                                                      |
| Karl Weishäupl                          | 1916–1989   | SPD    | München-Stadt XI und XII                                               |                                                                                      |
| Hans Werner                             | 1912–1989   | CSU    | Nabburg, Oberviechtach, Vohenstrauß                                    |                                                                                      |
| Johann Wimmer                           | 1921–2004   | CSU    | Altötting                                                              |                                                                                      |
| August Christian Winkler                | 1900–1961   | CSU    | Oberbayern                                                             | † 31. Oktober 1961                                                                   |
| Anton Wittmann                          | 1908–1960   | SPD    | Oberbayern                                                             | † 10. Oktober 1960                                                                   |
| Gustav Wölfel                           | 1899–1980   | CSU    | Ebern, Hofheim in Unterfranken, Königshofen im Grabfeld, Mellrichstadt |                                                                                      |
| Franz Wolf                              | 1889–1972   | SPD    | Niederbayern                                                           |                                                                                      |
| Günter Wolff                            | 1919–2006   | SPD    | Niederbayern                                                           |                                                                                      |
| Hermann Wösner                          | 1921–1982   | CSU    | Niederbayern                                                           | nachgerückt am 23. August 1961 für Josef Piechl                                      |
| Paul Wüllner                            | 1906–1986   | FDP    | Oberbayern                                                             | bis 11. Mai 1962 GB/BHE                                                              |
| Franz Zdralek                           | 1894–1970   | SPD    | Mittelfranken                                                          |                                                                                      |
| Zita Zehner                             | 1900–1978   | CSU    | Oberbayern                                                             |                                                                                      |
| Friedrich Zietsch                       | 1903–1976   | SPD    | Oberbayern                                                             |                                                                                      |
| Max Zillibiller                         | 1896–1970   | CSU    | Sonthofen                                                              |                                                                                      |
| Peter Zink                              | 1907–2004   | SPD    | Erlangen-Stadt und –Land                                               |                                                                                      |